# KissChess
KissChess war ein Schachverein mit Sitz in Bad Kissingen. In der Saison 2021/22 war der Verein in der Schachbundesliga der Frauen vertreten.

## Allgemeines
Der Verein wurde am 12. Dezember 2017 in Bad Kissingen gegründet. Von den 22 Mitgliedern waren 15 weiblich, und der Verein trat zu Frauenwettkämpfen an, nicht zu gemischten Wettkämpfen. Spielort für Heimspiele war das Hotel Astoria in Bad Kissingen.

## Sportliche Erfolge
In der Saison 2018/19 stieg KissChess in die Frauenregionalliga Süd-West ein und erreichte dort den zweiten Platz. Durch den Verzicht des erstplatzierten Godesberger SK stieg KissChess in die 2. Frauenbundesliga Süd auf. In der Saison 2019/21 wurde der Verein Tabellenerster und stieg damit zur Saison 2021/22 in die 1. Frauenbundesliga auf. Im November 2021 trat die Mannschaft wegen steigender Corona-Infektionszahlen zum ersten Spielwochenende nicht an. Nachdem das Team auch im April 2022 nicht antrat, wurde es vom Spielbetrieb der Frauenbundesliga ausgeschlossen.
In der Saison 2021/22 bestand zudem eine zweite Mannschaft, welche in der Frauenregionalliga Süd spielte.

## Mitglieder mit Schachtiteln

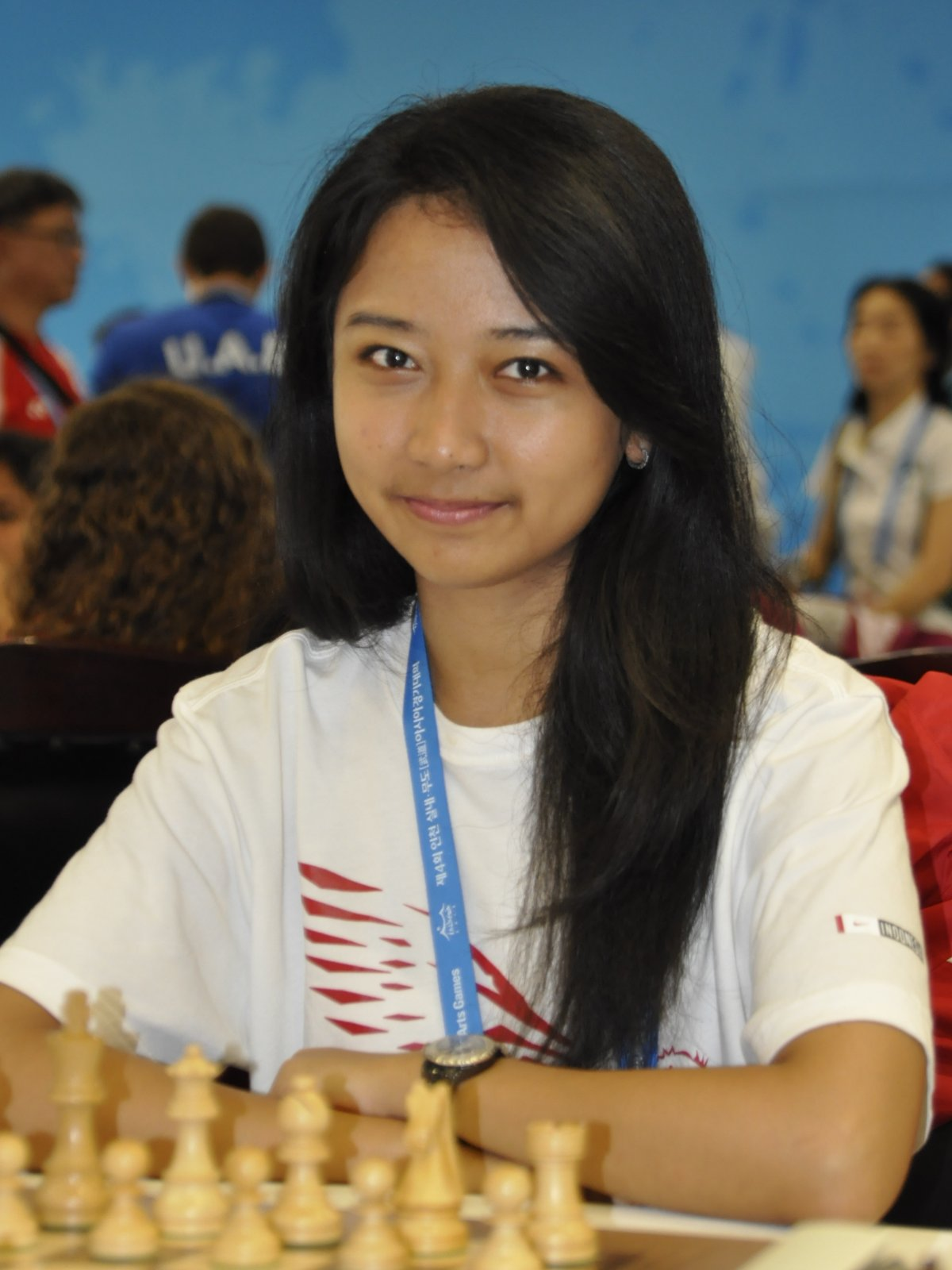
IM Irine Kharisma Sukandar

- IM Irine Kharisma Sukandar
- WGM Wiktorija Radewa
- WIM Oliwia Kiolbasa
- WIM Annmarie Mütsch
- WIM Susanna Gabojan
- FM Hans-Joachim Hofstetter
- WFM Olga Birkholz